# Coulomb-Explosion
Die Coulomb-Explosion ist ein Verfahren, bei dem, z. B. durch einen gebündelten Laserstrahl, ein festes Material in den Plasmazustand übergeht.

## Wirkungsweise
Der physikalische Mechanismus besteht darin, dass die Elektronen durch das starke elektromagnetische Feld des Strahls angeregt werden und ihre Anregungsenergie an die atomare Bewegung gekoppelt ist. Die atomare Bewegung kann die Bindungen auflösen, die feste Körper zusammenhält. Die äußeren Valenzelektronen, die für die chemische Bindung verantwortlich sind, lassen sich leicht vom Atom abtrennen und lassen dieses positiv geladen zurück. Atome, deren Bindungen auf diese Weise zerbrochen sind, stoßen einander ab, und das Material explodiert zu einer kleinen Wolke energiereicher Ionen, die höhere Geschwindigkeiten haben, als wenn man sie durch Wärme verdampfen würde.
Für die explosiv ablaufenden Reaktionen der meisten Alkalimetalle mit Wasser wird anhand von Beobachtungen mittels Hochgeschwindigkeitskameras eine Art natürlich ablaufender Coulomb-Explosion als Auslöser postuliert. Dabei entstehen innerhalb des Alkalimetalls durch den raschen Übergang der Valenzelektronen in das Wasser starke Abstoßungskräfte zwischen den Metallkationen, was eine starke Vergrößerung der Reaktionsoberfläche zur Folge hat.
Nesseltiere nutzen das Prinzip der Coulomb-Explosion möglicherweise beim Abschuss des Inhaltes ihrer Nesselzellen.

## Technische Ausführung
Die Coulomb-Explosion ist einer der Mechanismen, durch die Metallbearbeitung mit dem Laser (Laserschneiden, Laserbohren, Laserablation, manchmal Laserbeschriftung usw.) möglich wird.
Coulomb-Explosionen für industrielle Materialbearbeitung werden durch kurze Laserimpulse (im Picosekunden- oder hohen Femtosekunden-Bereich) ausgelöst. Die erforderlichen enorm hohen Strahlintensitäten (10 bis 400 TW/cm2) lassen sich nur für sehr kurze Zeitdauern praktisch handhaben. Die Impulse sind kurz genug, um die thermische Abtragung zu lokalisieren: Die Energiezufuhr (der Impuls) ist zu Ende, bevor die Wärme weitergeleitet wird.

### Vergleich mit schmelzenden Verfahren
Die Coulomb-Explosion ist eine „kalte“ Alternative zum vorherrschenden Verfahren der thermischen Ablation, die auf dem lokalen Erwärmen, Schmelzen und Verdampfen der Moleküle und Atome durch weniger intensive Strahlen beruht (siehe z. B. Laserbeschriftung). Bei solchen energieärmeren Lasern können thermisch abgetragene Materialien Poren verschließen, die für Katalysatoren oder zum Batteriebetrieb wichtig sind, und das Substrat umkristallisieren oder sogar verbrennen und so die physikalischen und chemischen Eigenschaften an der bearbeiteten Stelle verändern. Im Gegensatz dazu bleiben bei Bearbeitung durch Coulomb-Explosionen sogar leichte Schäume unversiegelt.

## Anwendung
Coulomb-Explosionen können bei jedem Material angewandt werden, um Löcher zu bohren, Oberflächenschichten abzutragen und Oberflächen eine Textur oder Mikrostruktur zu geben; z. B. um bei Druckmaschinen die Menge der auf der Walze haftenden Druckfarbe zu steuern.